# ميل لي فوس
ميل لي فوس (بالهولندية: Mei Li Vos) هي سياسية ومحررة صحفية هولندية من حزب العمال الهولندي ولدت في يوم 31 مارس 1970 في مدينة أيندهوفن لأب هولندي وأم إندونيسية صينية. أكملت دراسة العلوم السياسية في جامعة أمستردام. خدمت كعضوة في مجلس النواب الهولندي في دورتين. الأولى من سنة 2007 إلى سنة 2010 والثانية من سنة 2012 إلى سنة 2017.